# Cantonul Livry-Gargan
Cantonul Livry-Gargan este un canton din arondismentul Le Raincy, departamentul Seine-Saint-Denis, regiunea Île-de-France, Franța.

## Comune
| Comune           | Populație (1999) | Cod poștal | Cod INSEE |
| ---------------- | ---------------- | ---------- | --------- |
| Clichy-sous-Bois | 30.720           | 93390      | 93014     |
| Coubron          | 4 712            | 93470      | 93015     |
| Livry-Gargan     | 42.699           | 93190      | 93046     |
| Vaujours         | 6 643            | 93410      | 93074     |